# Giovanni Perriera
Giovanni Perriera (Palermo, 1923 – 1988) è stato un violoncellista e didatta italiano.

## Biografia
Si avvicinò al violoncello tramite lo zio Giuseppe Caminiti, primo violoncello del Teatro Massimo di Palermo.
In Germania nel 1942 intraprese l'attività orchestrale che proseguì,in seguito, tornato in Sicilia con l'Orchestra Sinfonica Siciliana dal 1958 al 1973, e col Teatro Massimo dal 1974 in poi sempre come primo violoncello, il tutto in concomitanza coll'insegnamento al Conservatorio di Palermo. Non svolse solo attività orchestrale, ma anche in duo con Antonino Eliodoro Sollima, pianista, compositore e già direttore del Conservatorio di Palermo, e col Trio di Palermo, che in più ospitava Salvatore Cicero, collega nello stesso conservatorio ed orchestra come spalla. Importante anche l'attività intrapresa col Quartetto Mercadante, di soli quattro violoncelli, nel quale suonava assieme a Marcello Insinna, Rosalba Bigoni e l'oggi noto compositore Giovanni Sollima suo allievo; col suddetto quartetto ha tenuto concerti anche in RAI ed ha realizzato un'incisione.
In qualità di solista ha collaborato con nomi del calibro di Sergiu Celibidache, Albert, Mike Bloomfield, David Machado e uno dei fondatori della Sinfonica Siciliana Ottavio Ziino, compositore avanguardista palermitano. Tra le sue performance si menzionano particolarmente il Concerto per violoncello e orchestra in SI Minore di Antonín Dvořák, su espresso invito del direttore d'orchestra Sergiu Celibidache; la Kammermusik di Paul Hindemith, il raramente eseguito concerto di Arnold Schönberg, ma soprattutto il Don Quixote di Richard Strauss. Ha eseguito anche le suite di J.S.Bach oltre alle tre sonate per viola da gamba e cembalo. Nonostante la sua ostilità verso lo sperimantalismo musicale, non si tirò indietro dalle manifestazioni tenute dall'Orchestra Sinfonica Siciliana atte a far conoscere le tendenze del momento. Tra i suoi allievi si menzionano Giovanni Sollima oggi noto compositore e solista, Giorgio Gasbarro oggi primo violoncello dell'Orchestra del Teatro Massimo, nonché elemento del Trio Siciliano, Salvo Pusateri (Primo violoncello dell'Orchestra Sinfonica Siciliana), Giuseppe Petrotto secondo violoncello dell'Orchestra del Teatro Massimo di Palermo, Nicola Di Fatta(violoncellista di fila dell'Orchestra Sinfonica Siciliana), Carmelo Nicotra oggi insegnante al Conservatorio Alessandro Scarlatti di Palermo, Salvatore La Rocca (violoncellista di fila dell'Orchestra Sinfonica Siciliana), Marcello Insinna (violoncellista di fila dell'Orchestra del Teatro Massimo), Tania Romano, Franco Oliveri e Francesca Cimino (attuale titolare della cattedra di Violoncello presso l'I.C. "N.Nasi" di Trapani).